# Enif

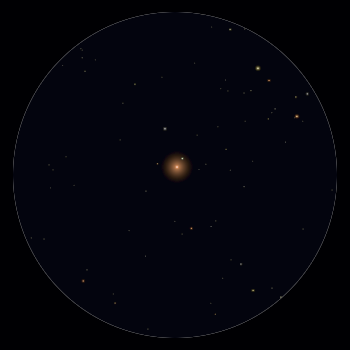
Enif

Enif (ε Pegasi / ε Peg / 8 Pegasi) és l'estrella més brillant de la constel·lació del Pegàs amb magnitud aparent +2,38. El seu nom prové de la paraula àrab al-anf, 'nas', per la seva posició en el musell del cavall alat.
A una distància aproximada de 700 anys llum, Enif és una supergegant taronja de tipus espectral K2Ib, en les etapes finals de la seva evolució estel·lar, i com a tal, es pot considerar una estrella que està morint. Probablement, només li queden uns pocs milions d'anys i pot acabar els seus dies explotant com una supernova o convertint-se en una nana blanca de l'estrany tipus neó-oxigen.
Com a supergegant que és, la seva lluminositat equival a 6.700 sols i el seu radi és aproximadament 150 vegades el radi solar. Cal assenyalar que, en alguna ocasió, s'ha observat que l'estrella augmenta de brillantor de manera notable en un curt espai de temps, cosa que ha plantejat la hipòtesi que aquesta estrella pugui patir gegantines erupcions o flamarades.
Sembla estar relacionada amb altres dues supergegants, Alfa Aquarii (α Aquarii) i Sadalsuud (β Aquarii), la lluminositat i distància en són similars. Es pensa que les tres estrelles poden haver nascut en un mateix grup que, amb el temps, s'ha anat disgregant.